# Hochgeschwindigkeitsstrecken in Ägypten
| Geplantes Hochgeschwindigkeitsnetz |                      |                             |                             |
| Streckenlänge: | 2000 km              |                             |                             |
| Spurweite: | 1435 mm (Normalspur) |                             |                             |
| Streckengeschwindigkeit: | 250 km/h             |                             |                             |
| Zugbeeinflussung: | ETCS Level 2         |                             |                             |
| |                      |                             |                             |
| \| \| \| von Libyen \| \| \| \| \| Staatsgrenze Ägypten–Libyen \| \| \| \| \| Sallum \| \| \| \| \| El Negaila \| \| \| \| \| Siwa \| \| \| \| \| Verlängerung in Planung \| \| \| \| \| Marsa Matruh \| \| \| \| \| El-Alamein \| \| \| \| \| Borg El Arab \| \| \| \| \| Alexandria \| \| \| \| \| \| \| \| \| \| Wadi El Natrun \| \| \| \| \| Stadt des 6. Oktobers \| \| \| \| \| \| \| \| \| \| October Gardens City \| \| \| \| \| Neue Verwaltungshauptstadt \| \| \| \| \| Ain Sokhna \| \| \| \| \| \| \| \| \| \| Al-Ayat \| \| \| \| \| Fayyum/Bani Suef \| \| \| \| \| Al-Fashn \| \| \| \| \| Al-Adwa \| \| \| \| \| Bani Mazar \| \| \| \| \| Samalout \| \| \| \| \| Minya \| \| \| \| \| Abu Qurqas \| \| \| \| \| Mallawi \| \| \| \| \| Dayrout \| \| \| \| \| Asyut \| \| \| \| \| Sohag \| \| \| \| \| Luxor \| \| \| \| \| \| \| \| \| \| Qus \| \| \| \| \| Qina \| \| \| \| \| East Sohag \| \| \| \| \| Hurghada \| \| \| \| \| Sahl Hasheesh \| \| \| \| \| Safaga \| \| \| \| \| \| \| \| \| \| Aswan \| \| \| \| \| Toshka \| \| \| \| \| Abu Simbel \| \| \| \| \| \| \| \| \| \| Sharq El Owainat \| \| \| \| \| Staatsgrenze Ägypten–Sudan \| \| \| \| \| Wadi Halfa \| \| |                      |                             |                             |
| Strecke (außer Betrieb) |                      | von Libyen                  | von Libyen                  |
| Grenze (Strecke außer Betrieb) |                      | Staatsgrenze Ägypten–Libyen | Staatsgrenze Ägypten–Libyen |
| Bahnhof (Strecke außer Betrieb) |                      | Sallum                      | Sallum                      |
| Bahnhof (Strecke außer Betrieb) |                      | El Negaila                  | El Negaila                  |
| Kopfbahnhof Streckenanfang (Strecke außer Betrieb) · Strecke (außer Betrieb) |                      | Siwa                        | Siwa                        |
| Strecke nach links (außer Betrieb) · Abzweig geradeaus und von rechts (Strecke außer Betrieb) |                      | Verlängerung in Planung     | Verlängerung in Planung     |
| Bahnhof (Strecke außer Betrieb) |                      | Marsa Matruh                | Marsa Matruh                |
| Bahnhof (Strecke außer Betrieb) |                      | El-Alamein                  | El-Alamein                  |
| Bahnhof (Strecke außer Betrieb) |                      | Borg El Arab                | Borg El Arab                |
| Strecke (außer Betrieb) · Kopfbahnhof Streckenanfang (Strecke außer Betrieb) |                      | Alexandria                  | Alexandria                  |
| Abzweig geradeaus, nach links und von links (Strecke außer Betrieb) · Strecke nach rechts (außer Betrieb) |                      |                             |                             |
| Bahnhof (Strecke außer Betrieb) |                      | Wadi El Natrun              | Wadi El Natrun              |
| Bahnhof (Strecke außer Betrieb) |                      | Stadt des 6. Oktobers       | Stadt des 6. Oktobers       |
| Abzweig nach links und von links (Strecke außer Betrieb) · Strecke von rechts (außer Betrieb) |                      |                             |                             |
| Strecke (außer Betrieb) · Bahnhof (Strecke außer Betrieb) |                      | October Gardens City        | October Gardens City        |
| Strecke (außer Betrieb) · Bahnhof (Strecke außer Betrieb) |                      | Neue Verwaltungshauptstadt  | Neue Verwaltungshauptstadt  |
| Strecke (außer Betrieb) · Kopfbahnhof Streckenende (Strecke außer Betrieb) |                      | Ain Sokhna                  | Ain Sokhna                  |
| Strecke (außer Betrieb) |                      |                             |                             |
| Haltepunkt / Haltestelle (Strecke außer Betrieb) |                      | Al-Ayat                     | Al-Ayat                     |
| Bahnhof (Strecke außer Betrieb) |                      | Fayyum/Bani Suef            | Fayyum/Bani Suef            |
| Haltepunkt / Haltestelle (Strecke außer Betrieb) |                      | Al-Fashn                    | Al-Fashn                    |
| Haltepunkt / Haltestelle (Strecke außer Betrieb) |                      | Al-Adwa                     | Al-Adwa                     |
| Haltepunkt / Haltestelle (Strecke außer Betrieb) |                      | Bani Mazar                  | Bani Mazar                  |
| Haltepunkt / Haltestelle (Strecke außer Betrieb) |                      | Samalout                    | Samalout                    |
| Bahnhof (Strecke außer Betrieb) |                      | Minya                       | Minya                       |
| Haltepunkt / Haltestelle (Strecke außer Betrieb) |                      | Abu Qurqas                  | Abu Qurqas                  |
| Haltepunkt / Haltestelle (Strecke außer Betrieb) |                      | Mallawi                     | Mallawi                     |
| Haltepunkt / Haltestelle (Strecke außer Betrieb) |                      | Dayrout                     | Dayrout                     |
| Bahnhof (Strecke außer Betrieb) |                      | Asyut                       | Asyut                       |
| Bahnhof (Strecke außer Betrieb) |                      | Sohag                       | Sohag                       |
| Bahnhof (Strecke außer Betrieb) |                      | Luxor                       | Luxor                       |
| Abzweig geradeaus und nach links (Strecke außer Betrieb) · Strecke von rechts (außer Betrieb) |                      |                             |                             |
| Strecke (außer Betrieb) · Haltepunkt / Haltestelle (Strecke außer Betrieb) |                      | Qus                         | Qus                         |
| Strecke (außer Betrieb) · Bahnhof (Strecke außer Betrieb) |                      | Qina                        | Qina                        |
| Strecke (außer Betrieb) · Haltepunkt / Haltestelle (Strecke außer Betrieb) |                      | East Sohag                  | East Sohag                  |
| Strecke (außer Betrieb) · Bahnhof (Strecke außer Betrieb) |                      | Hurghada                    | Hurghada                    |
| Strecke (außer Betrieb) · Haltepunkt / Haltestelle (Strecke außer Betrieb) |                      | Sahl Hasheesh               | Sahl Hasheesh               |
| Strecke (außer Betrieb) · Kopfbahnhof Streckenende (Strecke außer Betrieb) |                      | Safaga                      | Safaga                      |
| Strecke (außer Betrieb) |                      |                             |                             |
| Bahnhof (Strecke außer Betrieb) |                      | Aswan                       | Aswan                       |
| Bahnhof (Strecke außer Betrieb) |                      | Toshka                      | Toshka                      |
| Bahnhof (Strecke außer Betrieb) |                      | Abu Simbel                  | Abu Simbel                  |
| Strecke von links (außer Betrieb) · Abzweig geradeaus und nach rechts (Strecke außer Betrieb) |                      |                             |                             |
| Kopfbahnhof Streckenende (Strecke außer Betrieb) · Strecke (außer Betrieb) |                      | Sharq El Owainat            | Sharq El Owainat            |
| Grenze (Strecke außer Betrieb) |                      | Staatsgrenze Ägypten–Sudan  | Staatsgrenze Ägypten–Sudan  |
| Kopfbahnhof Streckenende (Strecke außer Betrieb) |                      | Wadi Halfa                  | Wadi Halfa                  |

Die Hochgeschwindigkeitsstrecken in Ägypten sind ein im Aufbau befindliches Schienenverkehrsnetz in Ägypten.

## Entwicklung
Seit 2018 plant die ägyptische Regierung den Bau dreier Hochgeschwindigkeitsstrecken mit einer Gesamtlänge von etwa 2000 Kilometern. Als Auftraggeber auf ägyptischer Seite fungiert die National Authority of Tunnels, eine dem ägyptischen Verkehrsministerium unterstellte Behörde.
Zum 1. September 2021 unterzeichnete die National Authority of Tunnels mit Siemens Mobility einen ersten Vertrag über den Bau der ersten Strecke. Dem folgte im Mai 2022 ein zweiter Vertrag, der nun den Bau aller drei Strecken des Netzes umfasst. Siemens Mobility arbeitet dabei in einem Konsortium mit Orascom Construction und The Arab Contractors zusammen. Der Auftrag an Siemens und das Konsortium beinhaltet die schlüsselfertige Herstellung des Eisenbahnnetzes, inklusive Signaltechnik, Kommunikation und Zugsicherung. Die drei Strecken des Netzes sind
- die Bahnstrecke Marsa Matruh–Ain Suchna („Grüne Strecke“),
- die Bahnstrecke Kairo–Abu Simbel („Blaue Strecke“) und
- die Bahnstrecke Qina–Hurghada („Rote Strecke“).

Neben Siemens hatten sich für den Bau der Strecke die chinesische CCECC, der französische Konzern Alstom, sowie die ägyptischen Unternehmen Arab Organization for Industrialization und Samcrete beworben.

## Technische Parameter
Das Netz wird in der in Ägypten üblichen Normalspur gebaut und soll für eine Höchstgeschwindigkeit von 250 km/h eingerichtet, mit 25 kV / 50 Hz elektrifiziert und durch ETCS Level 2 gesichert werden.
Die Strecken sollen sowohl im Personen- als auch im Güterverkehr betrieben werden.

## Künftiger Betrieb
Die Deutsche Bahn erhielt den Auftrag, das Hochgeschwindigkeitsnetz künftig für 15 Jahre zu betreiben.
Die ersten von Siemens gefertigten Fahrzeuge wurden im Mai 2024 in Wildenrath der Presse präsentiert. Testfahrten sollen ab 2024 stattfinden und ein erster Abschnitt der Strecke Marsa Matruh–Ain Suchna – voraussichtlich Alexandria–Kairo – 2026 eröffnet werden.

## Weitere Planungen
Die Absicht, eine Verlängerung nach Westen von Marsa Matruh über El Negaila nach Sallum an der libyschen Grenze und bis Bengasi in Libyen zu bauen, wurde vom ägyptischen Verkehrsminister Kamel Al-Wazir im November 2020 angekündigt und von der libysch-ägyptischen Handelskammer am 18. Januar 2021 erneut bestätigt – dürfte aber angesichts der politischen Instabilität in Libyen vorläufig nicht umsetzbar sein. Auch eine Verlängerung nach Siwa (ebenfalls an der libyschen Grenze) wurde erwähnt. Dies ist Teil des Plans der ägyptischen Regierung, politische und wirtschaftliche Verbindungen sowohl mit Libyen als auch mit dem Sudan auszubauen. Dazu gehört auch die im Mai 2022 veröffentlichte Absicht, die Strecke Kairo–Abu Simbel bis Wadi Halfa und somit grenzüberschreitend in den Norden Sudans zu verlängern.

## Fahrzeuge

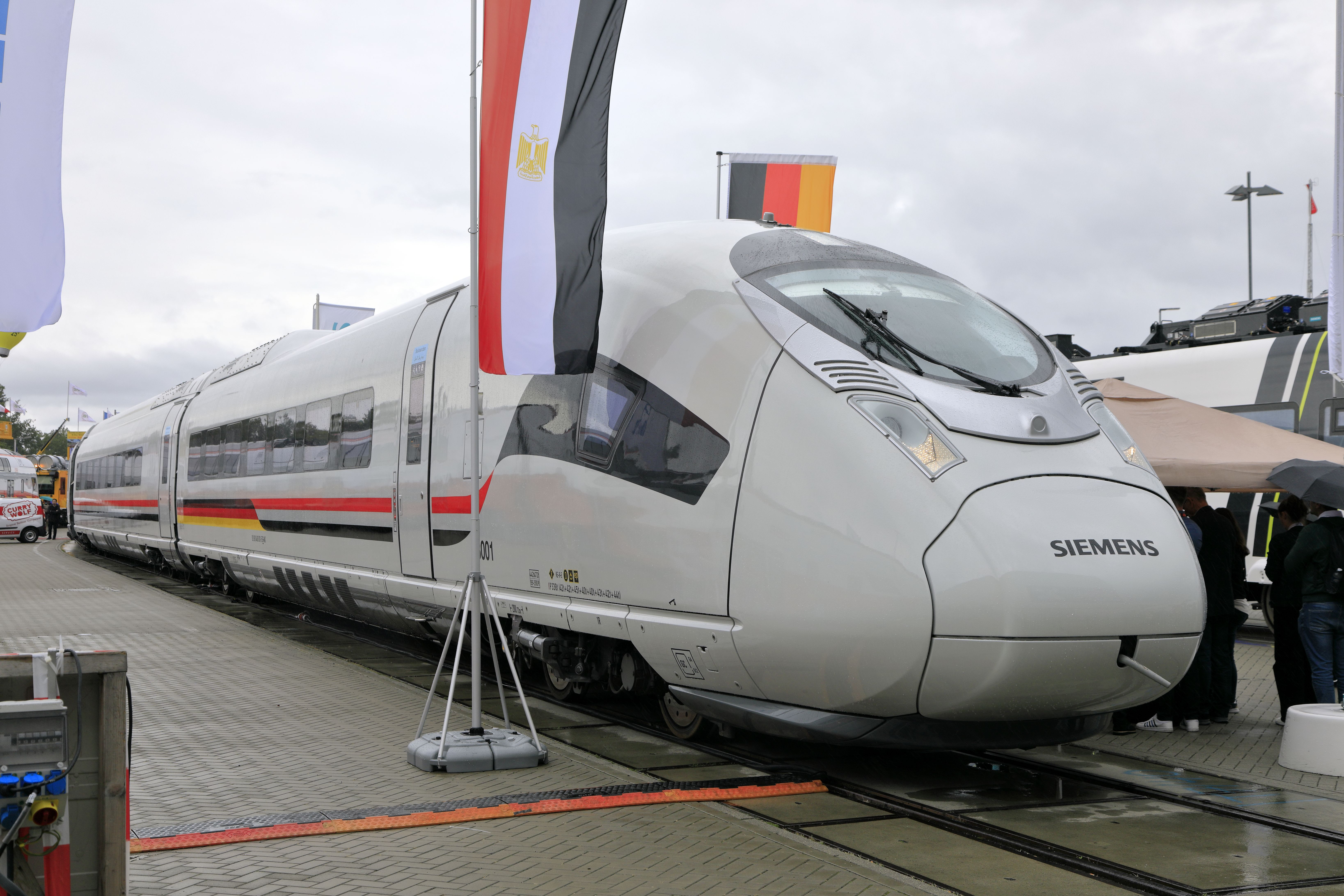
Siemens Velaro EGY auf der InnoTrans 2024 in Berlin

Siemens wird auch die Fahrzeuge liefern. Vorgesehen sind:
- 41 achtteilige Siemens Velaro-Triebwagenzüge für den Fernverkehr. Im Juli 2024 wurden bereits Fahrzeuge in Deutschland gesichtet.[10]
- 94 vierteilige Siemens-Desiro-Triebwagenzüge für den Regionalverkehr[11][12] und
- 41 Elektrolokomotiven des Typs Siemens Vectron[13]